# USS Twiggs (DD-127)
«Твіггз» (англ. USS Twiggs (DD-127) — військовий корабель, ескадрений міноносець типу «Вікс» військово-морських сил США за часів Першої та Другої світових війн.
«Твіггз» був закладений 23 січня 1918 року на верфі New York Shipbuilding Corporation у Камден, штат Нью-Джерсі, де 28 вересня 1918 року корабель був спущений на воду. 28 липня 1919 року він увійшов до складу ВМС США. Входив до складу сил Нейтрального патруля, що діяли спочатку поздовж західного узбережжя США, згодом біля Панамського каналу та у Мексиканській затоці.
23 жовтня 1940 року переданий до Королівського ВМФ Великої Британії під назвою «Лемінгтон» (G19). У жовтні 1942 року переданий до складу Королівських ВМС Канади, де проходив службу до кінця 1943 року. У січні 1944 року повернутий до Великої Британії і 16 липня 1944 року переданий до складу Північного флоту ВМФ СРСР під назвою «Жгучий». 1950 році повернутий з Радянського Союзу до Великої Британії, де 26 липня 1951 розібраний на брухт у Ньюпорті в Уельсі.

## Історія служби

### 1919—1940
«Твіггз» після введення до американського флоту перебував у складі сил 16-го дивізіону есмінців Тихоокеанського флоту, що діяли поздовж Західного узбережжя США, з базуванням у Сан-Дієго. 24 червня 1922 року виведений до резерву, де перебував з перервами протягом 17 років. 18 вересня 1940 року прибув до Галіфакса у Новій Шотландії для подальшої передачі Королівському британському флоту. 23 вересня перейшов у розпорядження британців. Офіційно виключений зі списків американських ВМС 8 січня 1941 року.

### У складі британського та канадського флотів
«Лемінгтон» виконував бойові завдання у Північній Атлантиці, Західних підходах. У січні 1941 року «Лемінгтон» забезпечував з іншими есмінцями ескорт конвою WS 5B у Північно-Західних підходах.
11 вересня 1941 року у Данській протоці глибинними бомбами британських есмінців «Лемінгтон» та «Ветеран» був потоплений німецький підводний човен U-207 з усім екіпажем у 41 особу.
У березні 1942 року ескадрений міноносець «Лемінгтон» супроводжував з есмінцями «Кеппель», «Ньюпорт», «Бедсворт», «Лемінгтон», «Боудісіа», «Рокінгам» конвої у прибережній зоні. 27 березня 1942 року «Кеппель» супроводжував ескортом конвой WS 17 за допомогою сучасного обладнання з радіовиявлення по двох радіомаяках у ВЧ-діапазоні виявив німецький підводний човен U-587. Взаємоузгодженою атакою глибинними бомбами есмінців 2-ї ескортної групи «Гроув», «Альденгам», «Волонтір» і «Лемінгтон» ворожа субмарина була знищена з усім екіпажем.
У квітні-травні 1942 року корабель продовжував діяти в акваторії Північної Атлантики, супроводжуючи конвої суден і поодинокі судна, що займались перевезенням регулярних військ на різні театри війни. 10 травня з «Кеппель», «Волонтір» і «Лемінгтон» вийшли на супровід конвою WS 19 з Клайду.
1 червня з есмінцями «Кеппель», «Дуглас», «Веллс» та «Бігл» входив до сил близького ескорту траспортного конвою WS 19P, що проходив Північно-Західними підходами через Ірландське море до Ліверпуля.
30 червня 1942 року «Лемінгтон» включений до сил безпосередньої охорони конвою PQ 17, який прямував з Ісландії до Архангельська. 4 липня Адміралтейство отримало повідомлення про вихід у море лінкора «Тірпіц» і перший морський лорд адмірал флоту Д. Паунд віддав наказ «Конвою розсіятися!», а супроводжуючі конвой бойові кораблі відкликали для перехоплення «Тірпіца», усі транспортні судна кинули напризволяще. Як з'ясувалося згодом, інформація про вихід німецького лінкора виявилася неточною, тоді як конвой, залишений без захисту, став легкою здобиччю німецьких підводних човнів і торпедоносців. Як наслідок, 22 транспорти та 2 допоміжних судна із складу конвою були потоплені.